# 8636 Мальвіна
8636 Мальвіна (8636 Malvina) — астероїд головного поясу, відкритий 17 жовтня 1985 року.
Тіссеранів параметр щодо Юпітера — 3,555.